# Гайшин
Гайши́н — село в Україні, у Бориспільському районі Київської області. Населення становить понад 1 тисячу осіб. Входить до складу Переяславської міської громади.

## Назва
Можливо, походить від імені імовірного засновника. Татарське ім'я Гайса походить від народної назви Ісуса.[уточнити] [неякісне джерело]

## Історія
За козаччини село належало до першої Переяславської сотні Переяславського полку Війська Запорозького.
22 травня 1716 року гетьман Скоропадський підписав універсал, яким підтвердив за Переяславським кафедральним монастирем надані без його відома полковником Томарою села Гайшин і Борщів.
За описом Київського намісництва 1781 року селище Гайшин відносилось до Переяславського повіту даного намісництва. На той час у ньому нараховувалось: 22 хати — виборних козаків, 24 хати — козаків підпомічників, 19 хат — посполитих, різночинських і козацьких підсусідків. Всього 65 хат.
За книгою Київського намісництва 1787 року, у селищі Гайшин проживало 210 пюдей. У той час селище було у володінні різного звання «казених людей», козаків і власників — полковника Лукашевича і секунд-майора Іваненка.
З ліквідацією Київського намісництва село, як і увесь Переяславський повіт, перейшло до складу Полтавської губернії.
За даними 1859 року село Гайшин Переяславського повіту Полтавської губернії є «державним та козачим»; дворів — 92; населення — 702 особи (ч. — 349, ж. — 353).
Є на мапі 1826-1840 років
З 1870 року церква св. Іоанна Богослова
1910 - село Дем’янської волості Переяславського повіту Полтавської губернії, 194 господарства, мешкала 1151 особа обох статей разом з найманими робітниками.

Братська могила вояків РСЧА які загинули в роки Німецько-радянської війни, біля школи с. села Гайшин

У радянський період, в 1929 році в селі організовано колгосп «Соцперебудова», наступного року — «Нове життя» і «Перебудова». Пізніше вони об'єдналися в один. У ході цієї колективізації було незаконно позбавлено майна та депортовано власників 12 дворів. Перед початком Голодомору у с. Гайшин було 380 дворів і проживало 1375 жителів, 300 з них убиті голодом в 1932—1933 роках, з яких поіменно встановлені 228. Місце поховання вбитих голодом — сільське кладовище, де 1994 за рішенням сходу села встановлено дерев'яний хрест.

## Відомі люди
- Зінчик Станіслав Михайлович (1975-2014) — стрілець 1 відділення 1 стрілецького взводу 18 стрілецької роти 6 стрілецького батальйону Національної гвардії України, загинув під час війни на Сході України.
- Хобта Олена Семенівна — Герой Соціалістичної Праці.